# 櫂末高彰
櫂末高彰（かいま たかあき，1977年—）是日本輕小說作家（自稱為兼職作家）。廣島大學畢業。以「學校的階梯」獲得第七屆Entame大獎小說部門優秀賞。

## 人物資料
大學畢業後，一邊打工學習社會經驗一邊寫小說。
後記是以「超短篇小說」形式作為開首。同時，如果執筆時有不合適的事，就會在後記寫成「Fami通文庫編輯部的陰謀」。
因為首作「學校的階梯」的作品性質，所以在獲得大賞優秀獎和改編電影版推出等時，便首先做了給教育工作者道歉。有時候會認為自己讀過的書太少，然後就會大量購買○○文庫等書，過著狂看動畫和漫畫逃避現實的日子。
在FB online上寫「櫂末高彰的無意義奔跑日記（櫂末高彰の無駄足日記）」。（現已被刪除）

## 作品列表
- 學校的階梯（全十一卷）
- Digital Eden Attracts Humanity　最凶の覚醒（全二卷）

## 外部連結
- 櫂末高彰的X（前Twitter）